# Elena Bertocchi
Elena Bertocchi, född 19 september 1994, är en italiensk simhoppare.

## Karriär
I maj 2016 vid EM i London tog Bertocchi silver i enmeterssvikten. I juni 2017 vid simhopps-EM i Kiev tog hon guld i enmeterssvikten. Bertocchi tog även guld tillsammans med Maicol Verzotto i den mixade klassen i synkroniserad tremeterssvikt. Följande månad vid VM i Budapest tog hon brons i enmeterssvikten.
I augusti 2018 vid EM i Glasgow tog Bertocchi guld tillsammans med Chiara Pellacani i den synkroniserade tremeterssvikten samt brons individuellt i enmeterssvikten. I maj 2021 vid EM i Budapest tog hon sitt andra EM-guld i enmeterssvikten. Hon tog även silver tillsammans med Chiara Pellacani i den synkroniserade tremeterssvikten. I juli 2021 tävlade Bertocchi med Pellacani i den synkroniserade tremeterssvikten vid OS i Tokyo där de slutade på sjunde plats.
I augusti 2022 vid EM i Rom tog Bertocchi sitt tredje EM-guld i enmeterssvikten. Hon tog även silver tillsammans med Chiara Pellacani i den synkroniserade tremeterssvikten.